# Leo Breiman
Leo Breiman (* 27. Januar 1928 in New York City; † 5. Juli 2005 in Berkeley, Kalifornien) war ein US-amerikanischer Statistiker, der an der University of California, Berkeley tätig war.
Breiman war der einzige Sohn der osteuropäischen Einwanderer Max und Lena Breiman, sein Vater war Schneider. Er wuchs in San Francisco und Los Angeles auf, wo er bis 1945 die Roosevelt High School besuchte. 1949 beendete er erfolgreich ein Physikstudium an der Caltech, 1950 erwarb er einen Master in Mathematik an der Columbia University, 1954 schloss er mit einem Ph.D. an der University of California in Berkeley ab und unterrichtete anschließend dort Wahrscheinlichkeitsrechnung. Da ihm die Vorbildung seiner Studenten zu praxisfremd erschien, unterrichtete er zeitweilig auch Mathematik in einer Schule. Nach einigen Jahren beendete er seine Lehrtätigkeit, verfasste zunächst ein Lehrbuch über Wahrscheinlichkeitstheorie und arbeitete anschließend als Berater für Statistik, auch für die UNESCO in Liberia. Ab 1980 war er erneut an der University of California, Berkeley tätig und baute dort eine Abteilung für computerunterstützte Statistikberechnung auf, die später auch für andere Institutionen Aufgaben übernehmen konnte. 1993 beendete er seine Tätigkeit, betreute aber weiterhin einige Studenten und veröffentlichte einige seiner bekanntesten Arbeiten erst nach dem Ende seiner offiziellen Lehrtätigkeit (u. a. Random Forest).
Breiman arbeitete an der Schnittstelle zwischen Informatik und der Statistik, insbesondere auf dem Gebiet des maschinellen Lernens. Seine wohl bedeutendsten Beiträge sind die Arbeiten über Entscheidungsbäume (CART-Algorithmus zur Entscheidungsfindung: Classification and Regression Trees) und Zusammenstellungen von Entscheidungsbäumen zu Bootstrap-Stichproben. Diese Bootstrap-Zusammenstellungen nannte er Bagging. Ein anderes von ihm mitentwickeltes Verfahren ist der Random Forest.
Breiman wurde vielfach geehrt und erhielt Preise. Er wurde zum Mitglied der National Academy of Sciences der Vereinigten Staaten und der American Academy of Arts and Sciences (1999) gewählt.